# Gatis Smukulis
Gatis Smukulis (Valka, 15 april 1987) is een Lets wielrenner die in 2018 zijn loopbaan afsloot bij Delko Marseille Provence KTM. Hij werd in 2009 prof bij de Franse ploeg AG2R La Mondiale. Hij won onder meer de Ronde van Vlaanderen voor beloften.

## Overwinningen
2003
 Lets kampioen tijdrijden, Nieuwelingen
2004
 Lets kampioen tijdrijden, Junioren
2005
Eindklassement Ronde van Łódź
2006
 Lets kampioen tijdrijden, Beloften
 Lets kampioen op de weg, Beloften
2007
Eindklassement Cinturó de l'Empordà
Riga GP
2008
Bordeaux-Saintes
Boucles du Sud Ardèche
Ronde van Vlaanderen, Beloften
1e etappe Ronde van de Isard
 Lets kampioen tijdrijden, Beloften
 Lets kampioen op de weg, Beloften
2011
1e etappe Ronde van Catalonië
 Lets kampioen tijdrijden, Elite
2012
 Lets kampioen tijdrijden, Elite
2013
 Lets kampioen tijdrijden, Elite
2014
 Lets kampioen tijdrijden, Elite
2015
 Lets kampioen tijdrijden, Elite
2016
 Lets kampioen tijdrijden, Elite
 Lets kampioen op de weg, Elite

## Resultaten in voornaamste wedstrijden
| Jaar | Ronde van Italië | Ronde van Frankrijk | Ronde van Spanje |
| ---- | ---------------- | ------------------- | ---------------- |
| 2009 |                  |                     |                  |
| 2010 |                  |                     |                  |
| 2011 |                  |                     |                  |
| 2012 | 84e              |                     | 117e             |
| 2013 |                  | 119e                |                  |
| 2014 |                  | 100e                |                  |
| 2015 |                  |                     | 146e             |
| 2016 |                  |                     | 83e              |
| 2017 |                  |                     |                  |
| 2018 |                  |                     |                  |

| Jaar | Milaan-San Remo | Gent-Wevelgem | Ronde van Vlaanderen | Parijs-Roubaix | Parijs-Tours |  | WK op de weg |
| ---- | --------------- | ------------- | -------------------- | -------------- | ------------ |  | ------------ |
| 2009 |                 | opgave        | buit.tijd            | opgave         |              |  |              |
| 2010 |                 |               |                      |                | 144e         |  |              |
| 2011 |                 |               | opgave               | buit.tijd      |              |  |              |
| 2012 |                 |               |                      |                | 60e          |  | 51e          |
| 2013 |                 | opgave        |                      | opgave         |              |  |              |
| 2014 | opgave          | 105e          | opgave               | 86e            |              |  | opgave       |
| 2015 | opgave          | opgave        |                      | opgave         |              |  | 110e         |
| 2016 | 81e             | opgave        | 54e                  | opgave         |              |  |              |
| 2017 |                 |               |                      | opgave         | 85e          |  |              |
| 2018 |                 |               |                      | 75e            | opgave       |  |              |

## Ploegen
- 2009 –  AG2R La Mondiale
- 2010 –  AG2R La Mondiale
- 2011 –  HTC-Highroad
- 2012 –  Katjoesja Team
- 2013 –  Katjoesja
- 2014 –  Team Katjoesja
- 2015 –  Team Katjoesja
- 2016 –  Astana Pro Team
- 2017 –  Delko Marseille Provence KTM
- 2018 –  Delko Marseille Provence KTM